# انحلال الدم
انحلال الدم أو تحلل كرات الدم الحمراء (بالإنجليزية: Hemolysis)‏ وتعني (Hemo:دم) و(Lyses:فقدان، خسارة)، وهو تمزق كريات الدم الحمراء وإطلاق محتوياتها (السيتوبلازم) من بلازما الدم، وتحدث داخل الجسم الحي أو خارجه (بالمختبر).

## داخل الجسم الحي
في الوسط الحيوي انحلال الدم ممكن أن يسببه عدد كبير من الحالات الطبية، منها العديد من أنواع بكتيريا إيجابية الغرام مثل (عقدية، عنقودية، المكورات المعوية)، وبعض الطفيليات مثل (متصورة)، وبعض إضطرابات مناعة ذاتية مثل (فقر الدم الانحلالي الناجم عن الأدوية)، بعض الأمراض الوراثية مثل (فقر الدم المنجلي، والفوال)، أوإنخفاض تركيز المذاب في الدم (hypotonic).

### عقدية
كثير من الأنواع من جنس العقدية يسبب انحلال الدم، وتصنف أنواع البكتيريا العقدية وفقاً لخصائصها الانحلالية:
- نوع ألفا الانحلالي، وتتكون من عقدية طافرة، العقدية اللعابية،العقدية الرئوية.
- نوع بيتا الانحلالي، عقدية مقيحة، عقدية قاطعة للدر، والتي تمزق كامل خلايا الدم الحمراء.
- نوع غاما الانحلالي أو غير الانحلالي، هي أنواع لا تسبب انحلال الدم ونادراً ما تسبب المرض.

## خارج الجسم (في المختبر)
في المختبر يمكن أن يحدث انحلال الدم بواسطة تقنيات غير سليمة خلال جمع عينات الدم، أو خلال آثار المعالجة الميكانيكية للدم أثناء الجراحة أو من خلال العمل البكتيري في زرع الخلايا في وسط خاص.